# Antonio Marceglia (F597)
Antonio Marceglia (F597) es una fragata en servicio de la Armada italiana. Fue construida por el programa de fragatas multipropósito FREMM.

## Historial operativo
La fragata Antonio Marceglia lanzó con éxito un misil Aster 30 durante el ejercicio Formidable Shield el 26 de mayo de 2021. El 9 de junio de 2021 participó en los ejercicios navales BALTOPS 2021.